# Bricks Are Heavy
Bricks Are Heavy es el tercer álbum de la banda estadounidense de rock, L7, publicado el 14 de abril de 1992, por la discográfica Slash Records.
El álbum fue lanzado poco después de que el grunge se volviese popular tras el sorprendente éxito de Nevermind de Nirvana. En julio de 1992 la canción "Pretend We're Dead" ganó popularidad entre las estaciones de radio estadounidenses de música rock, que la emitían con regularidad. A finales de agosto, el álbum alcanzó el puesto número uno en la lista de álbumes Billboard Heatseekers y dos semanas más tarde el puesto 160º en el Billboard 200.
Musicalmente, el álbum es más pesado y sucio que los trabajos anteriores del grupo. Mientras que la banda conservó sus raíces de punk y hardcore punk, se hizo más hincapié en el heavy metal que antes. Fue producido por Butch Vig, quien es conocido por su trabajo con bandas como Nirvana, Smashing Pumpkins, Sonic Youth y, más tarde, Garbage.

## Lista de canciones
| N.º | Título                | Música                     | Duración |  |
| 1.  | «Wargasm»             | Donita Sparks              | 2:40     |  |
| 2.  | «Scrap»               | Sparks, Brett Gurewitz     | 2:53     |  |
| 3.  | «Pretend We're Dead»  | Sparks                     | 3:53     |  |
| 4.  | «Diet Pill»           | Sparks                     | 4:21     |  |
| 5.  | «Everglade»           | Jennifer Finch, Daniel Ray | 3:18     |  |
| 6.  | «Slide»               | Suzi Gardner, Sparks       | 3:37     |  |
| 7.  | «One More Thing»      | Finch                      | 4:07     |  |
| 8.  | «Mr. Integrity»       | Sparks                     | 4:06     |  |
| 9.  | «Monster»             | Gardner                    | 2:56     |  |
| 10. | «Shitlist»            | Sparks                     | 2:55     |  |
| 11. | «This Ain't Pleasure» | Gardner, Caivano           | 2:42     |  |

## Personal
L7
- Donita Sparks - guitarra, voz principal en las pistas 1, 2, 3, 4, 8 y 10
- Suzi Gardner - guitarra, voz principal en las pistas 6, 9 y 11
- Jennifer Finch - bajo, voz principal en las pistas 5 y 7
- Demetra Plakas - batería, coros en "Pretend We're Dead"

Músico adicional
- Paul Ryan - bongos

Producción
- Butch Vig - productor, ingeniero, mezclas
- Howie Weinberg - masterización
- Steve Marker - ingeniero
- Sr. Colson - ingeniero
- Elizabeth Hale - dirección de arte
- Jeff Price - dirección de arte
- Randall Martin - ilustración
- Vicki Berndt - fotografía
- Arlan E. Yelmo - fotografía
- Damion Romero - fotografía

## Posiciones en las listas
| Lista                     | Posición |       |
| ------------------------- | -------- | ----- |
| Billboard Top Heatseekers | 1        | [ 1 ] |
| UK Albums Chart           | 24       | [ 7 ] |
| Australian Album Chart    | 47       | [ 8 ] |
| Billboard 200             | 160      | [ 9 ] |

| Año                                                                                  | Título               | Posición en las listas de éxitos | Posición en las listas de éxitos | Posición en las listas de éxitos |
| Año                                                                                  | Título               | US Mod                           | AUS                              | UK                               |
| ------------------------------------------------------------------------------------ | -------------------- | -------------------------------- | -------------------------------- | -------------------------------- |
| 1992                                                                                 | "Pretend We're Dead" | 8                                | 50                               | 21                               |
| 1992                                                                                 | "Everglade"          | —                                | —                                | 27                               |
| 1992                                                                                 | "Monster"            | —                                | —                                | 33                               |
| "—" indica que los sencillos no alcanzaron las listas de éxitos tras su lanzamiento. |                      |                                  |                                  |                                  |

## Otros éxitos
La canción "Pretend We're Dead" se usó en los videojuegos Grand Theft Auto: San Andreas y Rock Band 2. También se utilizó en el tráiler estadounidense de la película Shaun of the Dead.
El tema "Shitlist" se utiliza tanto en la secuela Pet Sematary Two de 1992 como en la película de Oliver Stone Natural Born Killer y su banda sonora, de 1994. La canción es o fue usada por los luchadores profesionales Jon Moxley en CZW y Brian Pillman en ECW. CM Punk, en contrato con la WWE, utiliza la canción como su tema de entrada.